# Greef Karga
El Alto Magistrado Greef Karga es un personaje ficticio que aparece en la franquicia Star Wars, principalmente en la serie de televisión de Disney+ The Mandalorian. En la serie, es presentado como líder del Gremio de Cazarrecompensas del planeta Nevarro, que le proporciona al personaje principal la recompensa que lo lleva a conocer a Grogu, un alien infante también conocido como "The Child" y “Baby Yoda” por los fans. Greef sirvió primero como adversario y luego como aliado del Mandaloriano en diferentes puntos de la primera temporada, regresando en la segunda y tercera temporada.
Greef Karga fue creado por Jon Favreau, creador y showrunner de la serie. Originalmente se planeó que el personaje solo apareciera en un puñado de episodios, pero a Favreau y a los escritores les gustó tanto el personaje que se amplió el papel. Greef fue interpretado por Carl Weathers, a quien Favreau conoció a través del Sindicato de Directores de América. Weathers aceptó el papel con la condición de que pudiera dirigir futuros episodios de la serie; Weathers dirigió los episodios "Chapter 12: The Siege", que fue la única aparición de Greef en la segunda temporada del programa, y el episodio de la tercera temporada "Chapter 20: The Foundling".
Los elementos de los antecedentes del personaje se han mantenido deliberadamente en el misterio, aunque en el final de la primera temporada se reveló que anteriormente fue un funcionario gubernamental deshonrado, y Weathers dijo que su historia de fondo se desarrollaría más en la segunda temporada. Weathers realizó sus acrobacias en la serie. Ha descrito el papel como "una de las mejores cosas que me han pasado en todos los años que llevo en el mundo del entretenimiento". Greef ha recibido comentarios generalmente positivos de fans y críticos. Por su actuación en la segunda temporada, Weathers fue nominado al Primetime Emmy Award como mejor actor invitado en serie dramática.

## Apariciones

### Trasfondo
Greef Karga es líder del Gremio de Cazarrecompensas, una organización que regula las actividades de los cazarrecompensas, asigna recompensas a individuos específicos y garantiza que sus miembros sigan las reglas del gremio. Poco de la historia de fondo de Greef se ha revelado al final de la primera temporada, pero en el final de la primera temporada, se revela que anteriormente fue un funcionario del gobierno con el título de "magistrado" antes de perder el puesto en desgracia. Carl Weathers, el actor que interpreta a Greef, ha dicho que se proporcionarán detalles adicionales de la historia en la segunda temporada del programa.

### Temporada 1
Greef aparece por primera vez en el estreno de la serie, "Capítulo 1: The Mandalorian", donde opera en un bar en el planeta Nevarro. Se lo ve por primera vez cuando el mandaloriano le cobra el pago de varias recompensas que obtuvo. Greef luego informa al Mandaloriano sobre un trabajo lucrativo de un hombre misterioso conocido sólo como "El Cliente", quien insiste en reunirse con el Mandaloriano cara a cara. Este trabajo resulta ser una recompensa contra Grogu, también conocido como "El Niño", un joven extraterrestre de la misma especie anónima que Yoda.
Greef aparece en "Chapter 3: The Sin", durante el cual informa al Mandaloriano que lleve al Grogu capturado directamente al Cliente. El Mandaloriano lo hace, sólo para luego rescatar a Grogu del Cliente, que es un agente del caído Imperio Galáctico. Esto es una violación del código del Gremio de Cazarrecompensas, por lo que Greef organiza un grupo de cazarrecompensas para enfrentarse al Mandaloriano y recuperar a Grogu. Se produce un tiroteo masivo, en el que la mayoría de los cazarrecompensas de Greef mueren cuando el mandaloriano recibe ayuda de un grupo de compañeros guerreros mandalorianos. El propio Greef escapa y se enfrenta al Mandaloriano en su barco, el Razor Crest, pero el Mandaloriano le dispara desde su rampa de embarque antes de volar. Greef solo sobrevive porque tenía dos lingotes de beskar, un acero raro que el Cliente proporcionó como pago por la recompensa de Grogu, dentro del bolsillo de su chaleco donde le dispararon.
El penúltimo episodio de la temporada, "Chapter 7: The Reckoning", comienza con el Mandaloriano recibiendo un mensaje de Greef, quien propone que si el Mandaloriano ayuda a eliminar la presencia imperial en Nevarro, Greef se asegurará de que el Gremio de Cazarrecompensas ya no busque al Mandaloriano o Grogu. La oferta es una trampa, y Greef planea tender una emboscada y matar al Mandaloriano y devolver a Grogu al Cliente. Sin embargo, el mandaloriano acepta la oferta de Greef y trae consigo a Cara Dune, Kuiil e IG-11 para ayudar en la misión. Durante su viaje, el grupo es atacado por criaturas parecidas a pterodáctilos, y Greef recibe un corte venenoso que habría sido fatal, pero Grogu usa la Fuerza para curarlo. Greef está tan conmovido que cambia de opinión e informa a los demás sobre la trampa. Idean un nuevo plan en el que dejan atrás a Grogu, llevan al mandaloriano a los imperiales como si fuera un prisionero y luego intentan eliminarlos.
El plan sale mal y el trío queda inmovilizado dentro de un bar por el oficial imperial Moff Gideon y sus soldados de asalto. Al comienzo del final de la primera temporada, "Capítulo 8: Redención", el grupo se involucra en un breve tiroteo con los soldados de asalto después de que llega el IG-11 con Grogu para brindar ayuda. El grupo escapa del edificio a través del sistema de alcantarillado, donde viajan a un refugio mandaloriano oculto y descubren que la mayoría de los guerreros allí ya han sido asesinados por el Imperio. El Mandaloriano inicialmente culpa a Greef por esto, creyendo responsable al Gremio de Cazarrecompensas, hasta que una líder mandaloriana conocido como la Armera lo persuade de lo contrario. Luego, el grupo huye en una barcaza flotante controlada por un droide en un río de lava. Greef está presente cuando IG-11 se sacrifica para eliminar una gran cantidad de soldados de asalto para asegurar el escape del grupo, y sobrevive a un ataque del Moff Gideon en un caza TIE, que el Mandaloriano repele. Luego, Greef decide quedarse en Nevarro y reconstruir el Gremio de Cazarrecompensas, e invita a Cara Dune a trabajar como su ejecutora, lo cual ella acepta.

### Temporada 2
Se confirmó que el personaje regresaría en la segunda temporada de The Mandalorian antes de su estreno. Greef aparece en "Chapter 12: The Siege", el primer episodio de la serie que dirigió Weathers. Ahora como magistrado de Nevarro, trabajó para eliminar todas las fuerzas imperiales del planeta, ayudado por Cara como su mariscal y un Mythrol anónimo como su asistente. Cuando el Mandaloriano y Grogu regresan a Nevarro para reparar el Razor Crest, se reúnen con Greef y Cara, quienes les presentan algunos de los cambios realizados en el lugar, antes de invitar al primero a unirse a ellos en una incursión en la última base imperial. en el planeta a cambio de las reparaciones. La base resulta tener algo más que una tripulación mínima, ya que el grupo encuentra numerosos soldados de asalto patrullando sus pasillos. Desactivan el sistema de enfriamiento de lava para que los flujos de lava naturales destruyan la base. Durante su fuga, el grupo encuentra científicos y cubas de lo que parecen ser cuerpos clonados. Los científicos intentan destruir la evidencia, pero antes de que puedan hacerlo, Mythrol descubre una grabación del Dr. Pershing que revela que había estado transfundiendo sangre de Grogu, que tiene un alto recuento M', a sujetos de prueba. Los Stormtroopers pronto invaden al equipo y se ven obligados a escapar antes de que la lava se sobrecaliente y destruya la base.
El Mandaloriano vuela desde la base para recuperar su nave, usando su mochila propulsora, mientras Greef, Cara y Mythrol roban un transporte de soldados de asalto. Se produce una persecución entre el transporte, conducido por Cara, y los soldados exploradores que viajan en speeder bikes. Greef mata al último soldado explorador, pero los TIE fighters lanzados desde la base los persiguen, desactivando el cañón del transporte. La base pronto explota debido al sobrecalentamiento de la lava. Cuando los cazas TIE se acercan a Greef, Cara y Mythrol, aparece el Razor Crest y destruye a los imperiales. Después de que el Mandaloriano recibe las reparaciones prometidas para su nave y parte de Nevarro una vez más con Grogu, Greef recibe la visita de piloto de la Nueva República, quienes lo invitan a ayudar a detener lo que sea que esté planeando el Imperio.

### Temporada 3
Greef aparece en la temporada 3, donde Weathers vuelve a dirigir un episodio. Hace su aparición en el estreno de temporada, "Chapter 17: The Apostate", cuando Mando regresa a Nevarro con la esperanza de recuperar IG-11. Greef, que ahora es el Alto Magistrado de Nevarro, se enfrenta más tarde a los piratas. En un enfrentamiento, Greef hiere a uno de ellos, porque quiere que informen a los demás que Nevarro ya no es un refugio para los piratas. Los dos intentan revivir a IG-11 y tienen éxito, aunque él vuelve a su programación original e intenta matar a Grogu. Greef lleva a The Mandalorian a Anzellans, quienes le informan que necesita un núcleo de memoria para reparar IG-11. Greef acepta proteger a IG-11 mientras The Mandalorian se dirige a buscar un núcleo de memoria. 
En "Chapter 21: The Pirate", Gorian Shard ataca a Nevarro, buscando venganza contra Greef por matar a uno de sus hombres. La gente de Nevarro se ve obligada a huir de la ciudad y Greef envía una señal de socorro a la Nueva República. El pedido es rechazado, pero Carson Teva alerta al Mandaloriano, quien acepta, con la ayuda de sus fuerzas mandalorianas, ayudar a Greef a derribar la nave y las fuerzas de Gorian Shard y, finalmente, matar a Shard. Greef agradece a Mando y les ofrece un hogar en Nevarro.
En "Chapter 23: The Spies", Greef le regala al Mandaloriano el modelo IG-12, un IG-11 reconstruido que ahora sirve como traje mecánico para Grogu, permitiéndole comunicarse diciendo "sí" o "no".

## Caracterización
Greef Karga tiene una personalidad brusca y un enfoque sensato en los negocios. Proyecta una conducta tranquila y confiada, y está motivado en gran medida por las ganancias financieras, pero también es justo en sus tratos. Es leal a sus aliados hasta cierto punto, pero también puede ser engañoso y cambiante en sus lealtades, como se ve por la forma en que cambia repetidamente entre amigo y adversario del Mandaloriano. Anthony Breznican de Vanity Fair sintió que Greef protegía y manipulaba simultáneamente al mandaloriano en ocasiones, y que, como resultado, Mandalorian no confiaba plenamente en él. Weathers ha descrito su personaje como "una combinación de vendedor de coches usados y titiritero". Las escritoras de KGO-TV, Janet Davies y Marsha Jordan, describieron a Greef como una "figura sombría del inframundo". Weathers dijo que el personaje tiene "algo en lo que no puedes confiar", pero también dijo que "definitivamente no es amoral". Greef es un personaje misterioso, y Weathers ha dicho que fue una decisión consciente de los escritores mantener crípticos aspectos de su historia y motivaciones: "Hay algunos indicios realmente fuertes que te dan una idea de quién Lo es, pero nunca lo revelamos del todo". Greef tiene una personalidad muy teatral y a veces exagerada, disfruta de la acción y la compañía de los cazarrecompensas, sobre quienes ejerce un control estricto a través de su papel de liderazgo en el Gremio. Aunque normalmente es seguro de sí mismo y confiado, Greef actúa con cautela y, a veces, incluso con miedo en algunas situaciones, como en su interacción con el Cliente.

## Concepto y creación

### Concepción
El personaje de Greef Karga fue creado por Jon Favreau, el creador y showrunner de The Mandalorian. Originalmente se planeó que hiciera una breve aparición en la serie, pero Favreau y los escritores de la serie descubrieron que les gustaba tanto el personaje que ampliaron su papel y le dieron un rol más importante. Inicialmente, Karga fue concebido como un Weequay, una especie vista por primera vez en El regreso del Jedi (1983), pero Favreau y su equipo concluyeron que no deseaban que la actuación de Karga se escondiera detrás de una máscara.
Greef Karga se presentó públicamente por primera vez durante la convención Star Wars Celebration en Chicago el 14 de abril de 2019, junto con el personaje Cara Dune. El evento también incluyó imágenes teaser de Greef, una fotografía fija del personaje, e incluyó una mesa redonda con Carl Weathers y Gina Carano, la actriz que interpreta a Cara, discutiendo sus personajes. También se proyectó una escena completamente terminada de Greef ofreciendo una recompensa al Mandaloriano. Era la primera vez que Weathers veía imágenes finalizadas del programa, después de lo cual dijo: "¿Cómo no reaccionar ante eso? Es hermoso escuchar a los fanáticos reaccionar".
Durante el panel, Weathers dijo sobre su personaje: "Es una especie de líder de este gremio de cazarrecompensas. Parece que hay mucha gente nefasta". Algunas publicaciones escribieron mal el nombre de Karga después del evento, con Anthony Gramuglia de Comic Book Resources llamándolo "Greif Marda", y el escritor de Variety Jordan Moreau escribiendo mal el apellido como "Carga". Se incluyeron más imágenes del personaje en el primer tráiler de The Mandalorian que debutó en la convención D23 el 23 de agosto de 2019. Según Adrienne Tyler de Screen Rant, algunos espectadores confundieron las imágenes de Greef Carga en el tráiler de Lando Calrissian, personaje de la trilogía original. El 28 de octubre, se lanzó un póster del personaje de The Mandalorian en el que aparece únicamente Greef Karga.

### Representación
Favreau, quien le ofreció el papel a Weathers, era fanático del actor y había conocido a Weathers previamente a través de su membresía mutua en el Directors Guild of America; Favreau comenzó a cortejarlo para The Mandalorian al principio del proceso de preparación para la serie. Weathers dijo que Favreau "me tomó una especie de acción lenta", describiéndole el proyecto e impresionando al actor con su pasión por el programa. Weathers se reunió con Favreau para hablar sobre el personaje de Greef Karga, y Favreau le mostró el arte conceptual de la serie, que Weathers describió como "magnífico" y "una de las obras de arte más hermosas". También quedó impresionado con Dave Filoni, director ejecutivo de la serie, diciendo de él y Favreau: "Estamos en muy buenas manos". Aunque Weathers originalmente firmó solo para unos pocos episodios, el personaje se amplió más tarde y el papel creció más de lo que aceptó inicialmente. Favreau dijo: "Realmente lo atamos". Weathers acordó aceptar el papel si tuviera la oportunidad de dirigir futuros episodios de The Mandalorian si se renovaba para una segunda temporada, a lo que Favreau estuvo de acuerdo. Como resultado, Weathers dirigió el episodio de la temporada 2 "Chapter 12: The Siege" convirtiéndose así en el segundo miembro del elenco de The Mandalorian en dirigir un episodio del programa, después del actor de IG-11 Taika Waititi. Weathers también dirigió más tarde el episodio de la temporada 3, Capítulo 20: The Foundling.
Al leer el papel por primera vez, Weathers dijo que Greef Karga le recordaba al director de cine, guionista y actor John Huston, en particular su actuación en la película Chinatown (1974). Sintió que había una teatralidad y una cualidad "más grande que la vida" en el personaje y, como resultado, interpretó deliberadamente algunas de sus líneas de una manera llamativa y melodramática. El casting de Weathers se anunció por primera vez el 12 de diciembre de 2018,aunque se habían discutido rumores en el podcast Making Star Wars y otros sitios de Internet dos meses antes del anuncio formal. Weathers calificó a The Mandalorian como uno de los "proyectos más emocionantes" de su carrera, diciendo: "Ser parte de esto es una de las mejores cosas que me han sucedido en todos los años que he estado en el entretenimiento".Dijo que estaba muy impresionado por la calidad de la escritura en los guiones, y que disfrutó particularmente de las lealtades cambiantes y los giros impredecibles de su personaje: "Es mucho más interesante interpretar a alguien que no es todo uno, no algo unidimensional... Ciertamente, con Greef, realmente tienes que vigilarlo".
Weathers dijo que sabía poco sobre la historia de fondo de Greef Karga antes de interpretar al personaje y que no quería saberlo porque sentía que el misterio lo ayudaba a transmitir una sensación de ambigüedad. Con respecto a la historia de Greef, Weathers dijo: "No lo pregunté. No me importaba. No quería saber". Sin embargo, también agregó: "Si tuviera que adivinar, estaba pasando por momentos oscuros. Quizás estaba haciendo algunas cosas bastante oscuras".

### Rodaje
Hubo mucho secretismo en torno al rodaje de The Mandalorian, y a Weathers no se le permitió divulgar ningún detalle sobre la serie. En los primeros meses, ni siquiera se le permitió revelar que aparecería en el programa. Bromeó: "Tuve que cortarme el dedo y firmar con sangre que no diría nada al respecto". El actor dijo que su tiempo filmando The Mandalorian ha sido una experiencia positiva, describiéndola como: "una experiencia liberadora cuando tienes a tu alrededor tanta gente inteligente, talentosa, colaboradora, de buen corazón y afectuosa a diario". Weathers realizó sus acrobacias para la serie. Dijo que ha presionado por la diversidad en el casting de The Mandalorian , no solo en función de la raza sino también de factores como la altura, la edad y la apariencia física: "Quiero ver todo lo que hemos experimentado en el mundo estar en ese universo, porque son criaturas dispares que provienen de todas partes del universo. Entonces, ¿por qué no estarían allí?. Después de filmar cada episodio, a Weathers le gustaba ver el metraje y estudiar lo que el director y los actores aportaban a cada escena.
Weathers dijo que disfrutó especialmente trabajar con la directora Deborah Chow durante el rodaje de "Chapter 3: The Sin", porque ella había planeado con mucha precisión y meticulosidad lo que quería hacer para el episodio con antelación. Dijo que esto le quitó mucha presión a él y al resto del elenco, dándoles más libertad y ayudando a garantizar que sus propias decisiones estuvieran sincronizadas con las de ella. Las secuencias de acción de Weathers en "Chapter 3: The Sin" tardaron mucho en filmarse debido a los muchos elementos involucrados en la escena del tiroteo. En las escenas de Greef Karga con el Cliente, interpretado por el director de cine alemán Werner Herzog, Weathers deliberadamente hizo que Greef fuera menos confiado y autoritario de lo normal para transmitir que el Cliente era un personaje peligroso. Era un gran admirador de Herzog, refiriéndose a él como "maestro" en el set de la serie, y los dos tuvieron extensas conversaciones sobre las películas pasadas de Herzog y su relación con el actor Klaus Kinski.

## Impacto cultural

### Recepción de la crítica
Greef Karga ha recibido comentarios generalmente positivos de fans y críticos. Screen Rant lo clasificó en sexto lugar en una lista de los mejores personajes de la primera temporada de la serie, así como en una lista separada de los personajes más interesantes de la temporada.El escritor de Vulture Keith Phipps elogió al personaje y escribió: "¡Tal como dice 'Mando!' es una delicia", en referencia al apodo del mandaloriano. Kevin Pantoja de Screen Rant elogió la actuación de Weathers, quien dijo que es "siempre increíble". Los fanáticos disfrutaron particularmente la frase de Greef "¡Haz la mano mágica!", que le dice a Grogu en el final de temporada mientras intenta alentarlo a usar la Fuerza contra sus enemigos. Nobelle Borines de Epicstream la llamó su "línea más icónica" de la temporada. Después de concluir la primera temporada, Weathers agradeció a sus fanáticos por su apoyo y escribió: "Su disfrute y aprecio por el trabajo realizado por los creadores, directores, elenco y equipo nos llena a todos de orgullo. Hasta el otoño de 2020 "¡Haz la mano mágica, cariño!". El vestuario del personaje ocupó el décimo lugar en una lista de Screen Rant de los diez mejores disfraces en la primera temporada de The Mandalorian.

### Mercancías
El 31 de diciembre de 2019 se anunció una figura Funko Pop de Greef Karga Lego produjo una minifigura de Greef Karga, incluida en el set 75292 de 2020, Razor Crest.

### Juegos de vídeo
Karga se convirtió en un personaje jugable en el juego Star Wars: Galaxy of Heroes el 22 de abril de 2020. Además, fue agregado a Lego Star Wars: The Skywalker Saga como personaje descargable.